# ロロ・ルドルフ
ローレンス・ヤスオ・ルドルフ（Lawrence Yasuo Rudolph, 2006年1月2日 - ）は、神奈川県出身のバスケットボール選手。ポジションはコンボガード。愛称および登録名はロロ・ルドルフ（LoLo Rudolph）。

## 経歴
アメリカ人の父と日本人の母の間に生まれ、横須賀海軍施設で育った。
その後アメリカへ渡り、カリフォルニア州サンディエゴのセントオーガスティン高等学校へ進学した。

## 代表歴
2023年6月に開催されたFIBA U19バスケットボール・ワールドカップの日本代表に選出された。